# Pietra Marazzi
Pietra Marazzi är en ort och kommun i provinsen Alessandria i regionen Piemonte i Italien. Kommunen hade 901 invånare (2018).